# جو كا
جو كا هو مصطلح كريول فرنسي يعني الطبل الكبير. إلى جانب غوتانبو, يشير ببساطة إلى كا أو بانبولا (قديمة)، وهو يعبر عن عائلة من الطبول اليدوية والموسيقى التي يتم تشغيلها بها، والتي تشكل جزءًا رئيسيًا من موسيقى الفولك الغوادلوبية. وعلاوة على ذلك، يمكن أن يتم العثور أحيانًا على هذا المصطلح في إشارة إلى الدف الصغير ذو القاع المسطح (تانبو دباس) الذي يتم لعبه في كادري الموسيقى، أو حتى ببساطة إلى الطبل (تانبو) بشكل عام.
ظهرت ممارسة موسيقى جو كا في القرن السابع عشر، أثناء تجارة الرقيق عبر المحيط الأطلسي
سبعة أنماط بسيطة للطبول تشكل أساس موسيقى جو كا، على الأنماط التي يقوم عازفو الطبول ببناء ارتجالات إيقاعية. توفر أحجام مختلفة من الطبول الأساس وزخرفته. أكبرها، البولا، يعزف الإيقاع المركزي بينما ماكيه (أو ماركور) الأصغر، يزخرفه، متناغمًا مع الراقصين أو الجمهور أو المغني. يكون غناء جو كا عادةً عبارة عن حنجري، أنفي، وخشن، على الرغم من أنه يمكن أيضًا أن يكون زاهيًا وسلسًا، ويصاحبه تناغمات وألحان مرفهة ومعقدة. هناك أيضًا رقصات تروي قصصًا شعبية يصاحبها طبول جو كا.
في جوادلوب الحضرية الحديثة، لم يعد العزف على الطبول يرتبط ارتباطًا وثيقًا بالرقص. ولكن تاريخيًا، كانت الممارستان جزءًا لا يتجزأ من تقليد ليوز، حيث تقام الأحداث كل أسبوعين في أيام السبت بالقرب من المزارع الكبرى (يوم الدفع)، وكل يوم سبت من موسم الكرنفال في مناطق تقسيم الأراضي الأكبر. تم تشغيل موسيقى جو كا - ولا تزال - على مدار العام في مظاهر ثقافية مختلفة مثل leewòz وkout'tanbou وvéyé والمناسبات الدينية، على سبيل المثال صحوة Advent. واليوم، لا يزال سكان الريف في جوادلوب يتجمعون لتجارب léwôz، ولكن يوجد شكل حديث وشعبي من جو كا بشكل مستقل، يُعرف باسم جو كا Moderne. و

## التاريخ
ظهرت ممارسة موسيقى غوو كا في القرن السابع عشر أثناء تجارة الرقيق عبر المحيط الأطلسي، نتيجة لعملية الكريولة: التكيف مع السياق المحيط واستيعاب العناصر الثقافية الأوروبية. كان العبيد الأفارقة في جوادلوب يجتمعون لقرع الطبول والغناء والرقص. كان استخدام أي نوع من الطبول محظورًا في ذلك الوقت بموجب قانون Noir. ونتيجة لذلك، استخدم العبيد أسلوبًا صوتيًا يُسمى بولاجل، والذي يقلد الطبول. في ذلك الوقت، ارتبطت ممارسة الغوكا بشكل مباشر بالعمل الزراعي، وخاصة زراعة قصب السكر والقهوة والموز.
بعد عام 1946، جنبًا إلى جنب مع الحركات المناهضة للاستيعاب والاستعمار، انتشرت جووكا في جميع أنحاء الجزيرة، مما يمثل بداية عملية إعادة تأهيلها. ونتيجة لذلك، في عام 1988، أنشأ المحامي والناشط القومي فيليكس كوتيلون مهرجان جوكا سينتان في مدينة سانت آن دون دعم من البلدية. وأجريت بهذه المناسبة دراسات وندوات.
في عام 1981، نشر الموسيقي المحلي جيرار لوكيل كتاب Traité de Gwoka modên، وهي المحاولة الأولى لإضفاء الطابع الرسمي على هذا النوع الموسيقي. وادعى أن Gwoka كان كفريًا، ويخالف الأعراف والأذواق الغربية. من خلال التأكيد على طريقة جووكا، وضع هذا النمط الموسيقي ضمن عالم التقاليد الموسيقية الأفريقية. ومن المفارقات أنه تحت قيادة لوكيل، تحولت جوكا من موسيقى تشاركية تُعزف في الهواء الطلق إلى موسيقى عرضية تُعزف على خشبة المسرح بآلات أوروبية وأمريكية شمالية.
تشير الأبحاث الموسيقية إلى أن الآلة يمكن أن تجد جذورها في طبول وأغاني دول غرب إفريقيا (خليج غينيا، الكونغو...)[بحاجة لمصدر]. من الموسيقى والرقص المتنوع في أوطانهم، طور العبيد أداة اتصال، وشكلًا جديدًا من أشكال الفن، مثل لغة الكريول: الغوو كا.[بحاجة لمصدر] يتميز هذا النوع الموسيقي بتصنيف أفريقي[بحاجة لمصدر]:
- الشكل التكراري
- الارتجال
- الحركات الجسدية المرتبطة بالموسيقى
- الاستجابة بين العازف المنفرد والكورال
- الإغماء في أوقات الضعف

## الآلات
من المفضل أن يتم العزف على غوو كا التقليدية باستخدام ما لا يقل عن طبلتين يدويتين (كا بالكريول): 1 بولا و1 ماكي. تاريخيًا، كانت كا مصنوعة من:
- برميل لحم معالج معاد تدويره للجسم[2][7] (باري أ فيان أو بوكو بالكريول);
- جلد ماعز (بو أ كابريت بالكريول) — ذكر للبولا مقابل أنثى للماكي;[8]
- حلقات معدنية للشد (سيك، أي دائرة بالكريول);[8]
- مسامير خشبية للشد (كليه بالكريول);[8]
- حبل (زوبان بالكريول).[8]

غالبًا ما يتم مرافقة قسم الكا بما يلي:
- تي-بوا: عصي خشبية بطول 15 إلى 20 سم يُضرب على جانب "كا" أو قسم من ساق الخيزران بقطر حوالي 15 سم؛
- تشاتشا: قرع فارغ ومجفف — أو أي حاوية أخرى — مملوءة بمادة حبيبية (على سبيل المثال، حبوب، ملح، رمل...).

## الإيقاعات
تأثر "السيد" (نمط الحياة والنوع الموسيقي) بالقاعدة لإبتكار الإيقاعات السبع أو الرقصات:
- اللوز هو إيقاع الحرب، يُستخدم لإضفاء إيقاع على هجمات ضد المزارع، وكان أيضًا رقصة تعويذة.
- الكالادجا ترمز إلى النضال في الحب.
- التومبلاك، مثل الكالادجا، يتعامل مع موضوع الحب ورقصة البطن ورقصة الخصوبة.
- البادجابيل هو رقص قطع القصب.
- الجراج يصاحب العمل الزراعي.
- الوولي هو "رقصة الفالس الكريول"، لسحر وتقليد البيض.
- الميندي قد كان الإيقاع الأخير الذي وصل إلى الجزر، مع "الكونغو" في إطار عقد بعد الإلغاء، ويرمز إلى الاحتفال الجماعي بالكرنفال.

## الرقص
"غوو كا هي رقصة الارتجال بامتياز، رقصة الغريزة، اللحظة. (...) غوو كا، رقصة المقاومة والمرونة والتكيف: رقصة الحياة"

## غوو كا موديرن
هناك إصدار أكثر حداثة من gwo ka وهو 'gwo ka Moderne'، والذي يضيف أدوات جديدة تتراوح من conga أو djembe وchime إلى غيتار الباص الكهربائي. ومع ذلك، في الأساس، تستخدم هذه الأساليب جميعها نفس الإيقاعات السبعة الأساسية كـ غو كا الشعبي. أساطير الزوك كاساف لعبت دورًا هامًا في تحديث غوو كا، مما أضفى مصداقية حضرية على أسلوب كان يُعتبر متخلفًا وغير متطور؛ في البداية عزفوا بتنسيق 'gro ka'، باستخدام أغاني تقليد gwo ka Carnival من mas a St. Jean ووضعوا حتى تكريمًا لأسطورة الطبول التقليدية فيلو في ألبوماتهم السابقة.
فنانو غوو كا موديرن يشملون Pakala Percussion، Van Lévé وPoukoutan'n، جنبًا إلى جنب مع موسيقيين أكثر تأثيرًا بموسيقى البوب مثل Marcel Magnat وTi Celeste، في حين قام جيرار هوبرت وآخرون بدمج غوو كا مع zouk. ومع ذلك، الفنان الأشهر في عالم غوو كا الحديث هو ويليام فليسل، الذي أصبحت رسالته Message Ka في عام 1994 نجاحًا دوليًا.
في عام 2013، اختارت لجنة التراث التابعة لوزارة الثقافة والاتصال أن تختار العزم لتسجيل الغوكا في قائمة الممثلين للتراث الثقافي اللامادي للبشرية بهدف تعزيز الغوكا وتنظيم شبكة من الفاعلين.
في عام 2014، أقرت لجنة التراث الغوكا في قائمة الممثلين للتراث الثقافي اللامادي للبشرية.